# Minuartia pseudosaxifraga
Minuartia pseudosaxifraga är en nejlikväxtart som först beskrevs av Johannes Mattfeld, och fick sitt nu gällande namn av Werner Rodolfo Greuter och Burdet. Minuartia pseudosaxifraga ingår i släktet nörlar, och familjen nejlikväxter. Inga underarter finns listade i Catalogue of Life.